# Elsner Ridge
Elsner Ridge är en bergstopp i Antarktis. Den ligger i Östantarktis. Nya Zeeland gör anspråk på området. Toppen på Elsner Ridge når 2 217 meter över havet, eller 50 meter över den omgivande terrängen. Bredden vid basen är 0,74 km.
Terrängen runt Elsner Ridge är lite bergig.